# Itxaso Gil
Itxaso Gil Iglesias (Santurce, Vizcaya, 25 de julio de 1995) es una actriz de cine, teatro y televisión y bailarina española.

## Biografía
Estudió en el colegio Bihotz Gaztea Ikastola de Santurce (Vizcaya). Estudió el bachillerato (artístico-escénico) en el IES Ibarrekolanda BHI de Bilbao (2011-2013). Después estudió arte dramático en el Laboratorio William Layton de Madrid (2014-2017), donde fue alumna de Carmen Losa y Francisco Vidal. También se formó desde pequeña en danza, ballet clásico y jazz. Luego completó su formación en danza y teatro danza con Denise Perdikidis. Actualmente también estudia técnico superior en integración social.
En 2006, con tan solo once años, Gil participó como concursante en el conocido talent show Egin Kantu! de la cadena vasca ETB1, presentado por Nerea Alias y con Joxe Mendizabal como coach de canto, coincidiendo en el concurso, entre otros concursantes, con Ixone Andreu.
En el año 2014 recibió, junto a Ane Lekanda, el Premio Buero Vallejo por la obra Pater, Matris, una obra sobre una pareja de mujeres que han decidido ser madres, interpretadas por Gil y Lekanda. La representación tuvo una buena acogida y fue representada en localidades como Madrid, Barcelona, Bilbao, Baracaldo o Munguía.
En 2018, al volver de Madrid, entró a formar parte de la compañía teatral Compañía Joven de Pabellón n. 6 (cuarta promoción), con la que en 2019 interpretó la obra ¿Qué fue de Ana García?, dirigida por Borja Ruiz, estrenada en el Teatro Arriaga y escenificada en distintos teatros. También con la Compañía Joven interpretó la producción Rey desnudo y chico muerto, dirigida por Iñigo Cobo, una obra sobre la homofobia. En 2023 interpretó la producción Las que fueron silencio, dirigida por Javier Hernández-Simón, una producción del Teatro Arriaga, sobre las cárceles de mujeres durante el franquismo.
En el año 2023 se unió al reparto de la serie Zeru Ahoak de ETB1, un thriller vasco, secuela de Hondar Ahoak, dirigido por Koldo Almandoz.
En 2024 representó la obra Esta tarde en Mentxaka, dirigida por Iñigo Cobo, junto con Diego Pérez, Itxaso Quintana y Josu Iriarte, un thriller sobre hechos del pasado.
Desde el año 2023 es la profesora del taller de teatro feminista de Santurce.
Es la vocalista del grupo de música Aldats.

## Filmografía

### Televisión
- 2024, Zeru Ahoak, ETB1 (dir. Koldo Almandoz)
- 2006, Egin Kantu!, ETB1

### Cine
- 2021, Maixabel, dir. Icíar Bollaín
- 2021, Txoriak Txori (cortometraje), dir. Nitya López
- 2021, El Peregrino (cortometraje), dir. Andres Benzal
- 2016, Tierra de antígona (cortometraje), dir. Leyre Juan
- 2014, Podríamos morir mañana (cortometraje), dir. Iñigo Cobo

### Teatro
- 2024, Esta tarde en Mentxaka, dir. Iñigo Cobo[21][17][18]
- 2024, Eros, dir. Arnatz Puertas (IXO teatroa)[22][23]
- 2023, Las que fueron silencio, dir. Javier Hernández-Simón / Alberto Iglesias[13][14]
- 2022, Rey Desnudo y Chico Muerto, dir. Iñigo Cobo[12][24]
- 2019, ¿Qué fue de Ana García?, dir. Borja Ruiz[25]
- 2017, Trato hecho, dir. Álvaro González (IES Príncipe Felipe, Madrid)
- 2017, Todas las escenas hablan de ti, dir. Mar Diez
- 2017, El embrujado, dir. Francisco Vidal
- 2016, Trimonde, dir. Carmen Losa
- 2013, Pater Matris, (IES Ibarrekolanda BHI)
- 2013, El Rey del Merengue, dir. Fernando Valgañón (Teatro Encrucijada)

### Teatro (como directora)
- 2024, Lebasi, dir. Itxaso Gil[26]
- 2023, Noticias de nadie, dir. Itxaso Gil (Aula de Empoderamiento de Santurtzi)[27]

### Danza
- 2018, Corbeaux, dir. Bouchra Ouizguen (bailarina)[28]

## Premios y nominaciones
- 2014, Premio Buero Vallejo[4][5][6][7]